# ジョン・ハーサニ
ジョン・チャールズ・ハーサニ（John Charles Harsanyi、1920年5月29日 - 2000年8月9日）は、ハンガリーのブダペスト出身のゲーム理論の学者。ハンガリー名はハルシャーニ・ヤーノシュ・カーロイ（Harsányi János Károly）。

## 略歴
- 1920年 ハンガリーのブダペストで薬局のオーナーの息子として生まれる。
- ブダペストのthe Lutheran Gymnasiumでハイスクールに通う。
- 1939年 フランスのリヨン大学に入り、化学工学を勉強し始めた（しかし、第二次世界大戦が始まったためハンガリーに帰国する）。
- 1944年 ブダペスト大学（現在：エトヴェシュ・ロラーンド大学）で薬理学の学位を得て卒業する。
- 1944年 ナチスが占領してブダペスト近くの鉱山収容所に入れられそうだったが、ブダペストのイエズス会修道院へ入ることができた。
- 1947年 ブダペスト大学で哲学のPh.D.（副専攻：社会学）を得て、社会学の助教授となる。
- 1950年12月30日 オーストラリアに移住するため、シドニーに到着する。
- 1951年1月2日 シドニーに到着して3日後にアン・クローバーと結婚する。
- 1953年 シドニー大学より経済学修士を得る。
- 1954年 クイーンズランド大学で講師として経済学を教え始める。
- 1956年 ロックフェラー奨学金を得て、スタンフォード大学で学び始める。
- 1958年 ビザの期限切れで、オーストラリアに帰る。
- 1958年 - 1961年　キャンベラのオーストラリア国立大学で経済学を教える。
- 1959年 スタンフォード大学よりPh.D.（経済学）を得る。
- 1961年 - 1963年　デトロイトのウェイン州立大学の教授となる。
- 1964年 - 1990年　カリフォルニア大学バークレー校の教授となる。
- 1994年 ジョン・ナッシュ、ラインハルト・ゼルテンと共に非協力ゲーム理論における功績により、ノーベル経済学賞を受賞した。
- 1997年 中国人民大学より名誉博士号が授与される。
- 2000年 バークレーで没した（アルツハイマー病を患っていたが、死因は心臓発作であった）。

## 業績
- 彼は、ゲーム理論と経済学の応用が有名である。とくにベイジアンゲームと呼ばれる種類のゲームの革新的な分析手法を開発したことで知られている。
- ゲーム理論、とくに（ビジネス、経営、国際関係で現実の紛争を分析するための優位な道具になる）競争的状況の人間行動の数学理論で業績をあげた。

## 出版
- "Cardinal Utility in Welfare Economics and in the Theory of Risk-Taking", Journal of Political Economy (1953)
- "Cardinal Welfare, Individualistic Ethics and Interpersonal Comparisons of Utility", Journal of Political Economy (1955)
- "Bargaining in Ignorance of the Opponent's Utility Function", Journal of Conflict Resolution (1962)
- "Games with Incomplete Information Played by "Bayesian" Players, I-III. Part I. The Basic Model", Management Science, Vol. 14, No. 3, Theory Series (1967)
- Essays on Ethics, Social Behavior, and Scientific Explanation, Dordrecht, Holland: Reidel Publishing Company (1976)
- Rational Behavior and Bargaining Equilibrium in Games and Social Situations, Cambridge, United Kingdom: Cambridge University Press (1977)
- Papers in Game Theory, Dordrecht, Holland: Reidel Publishing Company (1982)
- A General Theory of Equilibrium Selection in Games (with Reinhard Selten), Cambridge, MA: MIT-Press. (1988)